# Kia Cosmos
Kia Cosmos — автобус среднего класса, выпускаемый южнокорейской корпорацией Kia Motors с 1989 по 2002 год.

## История
Автобус Kia Cosmos впервые был представлен в июле 1989 года под индексом AM818. Он оснащался двигателем внутреннего сгорания Hino H07C (LX, L6) объёмом 6728 см3, который также использовался в Kia Rhino. В сентябре 1995 года была добавлена средняя дверь. Также был изменён интерьер. Приборная панель взята от автобуса Kia Granbird.
После закрытия завода Asia Motors 1 октября 1999 года автобус получил название Kia New Cosmos (AM828). Со второй половины 2000 года автобус оснащался двигателем внутреннего сгорания D6DA (KK-TCI). В 2001 году автобус прошёл рестайлинг путём замены задних фонарей.
Производство завершилось 6 октября 2002 года.

## Галерея

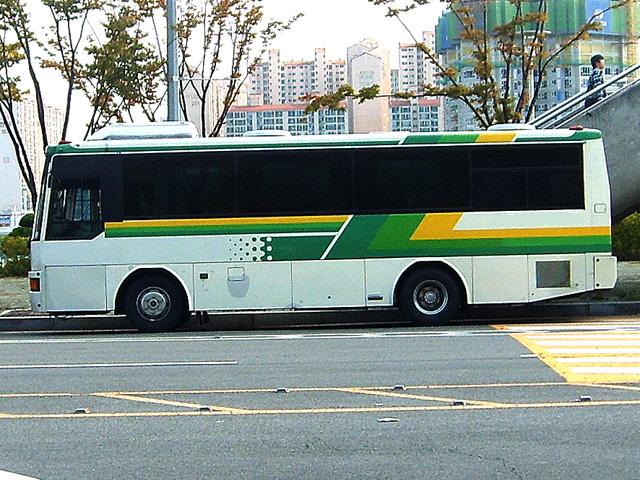
Kia AM818
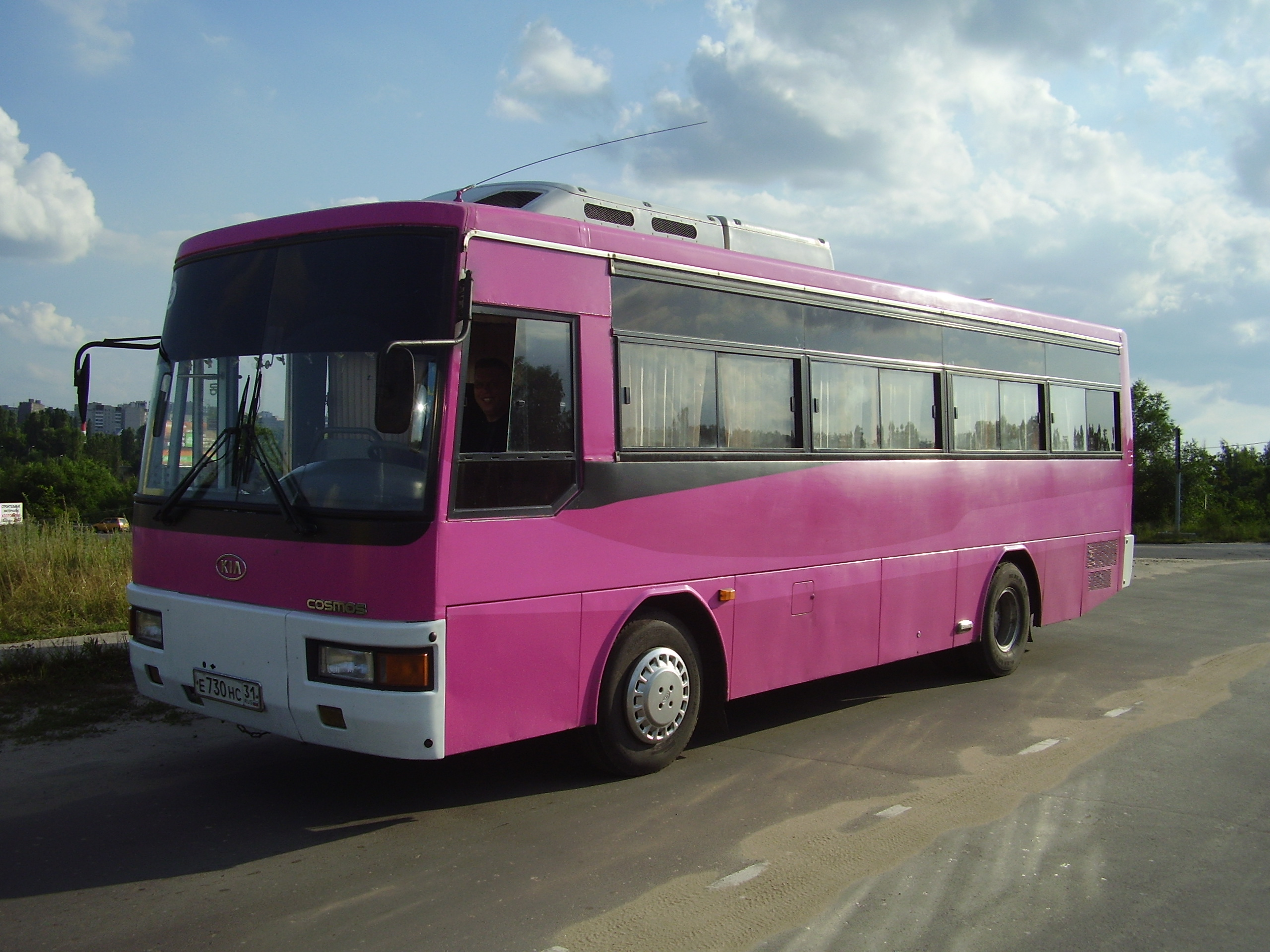
Kia AM818 в России
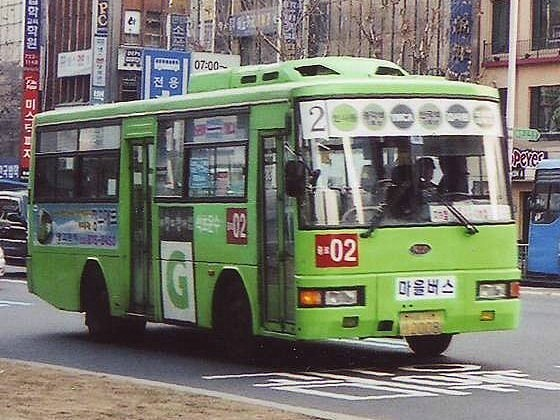
Kia AM818
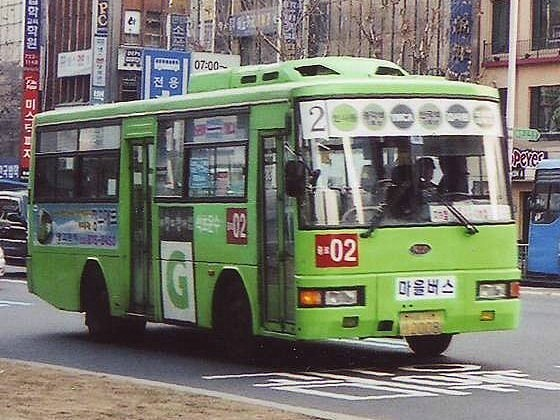
Kia AM828